# Ватцингер, Герман
Ге́рман Ва́тцингер (норв. Herman Watzinger; 1916—1986) — норвежский инженер, путешественник, участник экспедиции на плоту «Кон-Тики».

## Биография
Герман Ватцингер родился 20 апреля 1916 года в германском городе Висбаден (провинция Гессен-Нассау).
Окончил Норвежский технологический институт в Тронхейме, в этом же городе продолжал работать. В 1946 году фирма откомандировала его в Нью-Йорк для закупки запчастей к холодильной технике. В Нью-Йорке он познакомился со своим земляком Туром Хейердалом, задумывавшим в тот момент план экспедиции, которая могла бы доказать, согласно его теории, заселение Полинезийских островов жителями Южной Америки. Посвящённый в планы Хейердала и заинтересовавшийся этой проблемой, Ватцингер предложил свою кандидатуру и стал вторым по счёту членом экипажа.
В апреле — августе 1947 года принял участие в плавании на плоту «Кон-Тики» из Перу в Полинезию. В экспедиции Ватцингер занимался метеорологическими наблюдениями и гидрогеографическими измерениями.
С 1950 года Герман Ватцингер работал в Перу экспертом по вопросам рыболовства Продовольственной и сельскохозяйственной организации ООН (ФАО). Позже был назначен директором департамента рыболовства в центральном аппарате ФАО в Риме. Исполнял также обязанности консула Норвегии в Перу.
Умер в 1986 году в окрестностях озера Титикака.